# Armée française sous le Second Empire

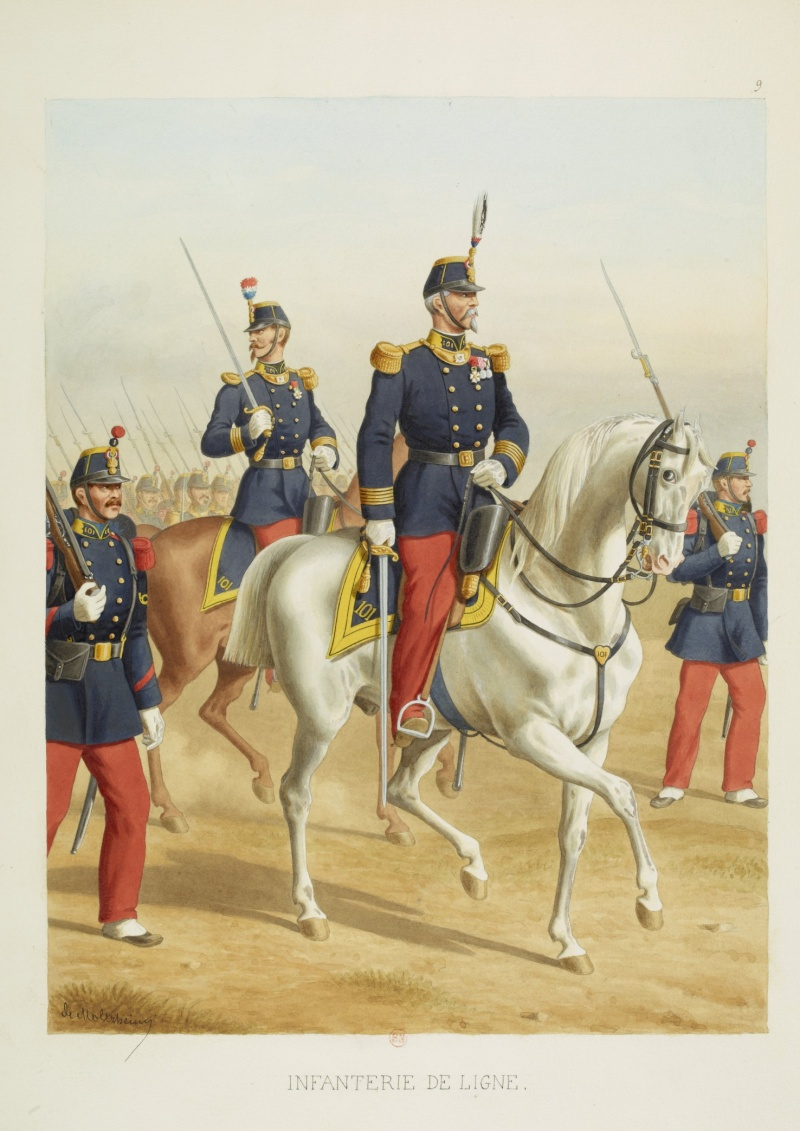
Infanterie de ligne sous le Second Empire.

L'Armée française sous le Second Empire comprend au sens large l'ensemble des forces armées, unités terrestres (infanterie, cavalerie, artillerie, services) et unités navales (Marine impériale) au service du Second Empire français qui prirent part aux conflits et corps expéditionnaires de la France sous le règne de Napoléon III entre 1852 et 1870.

## Relations étrangères et modernisation

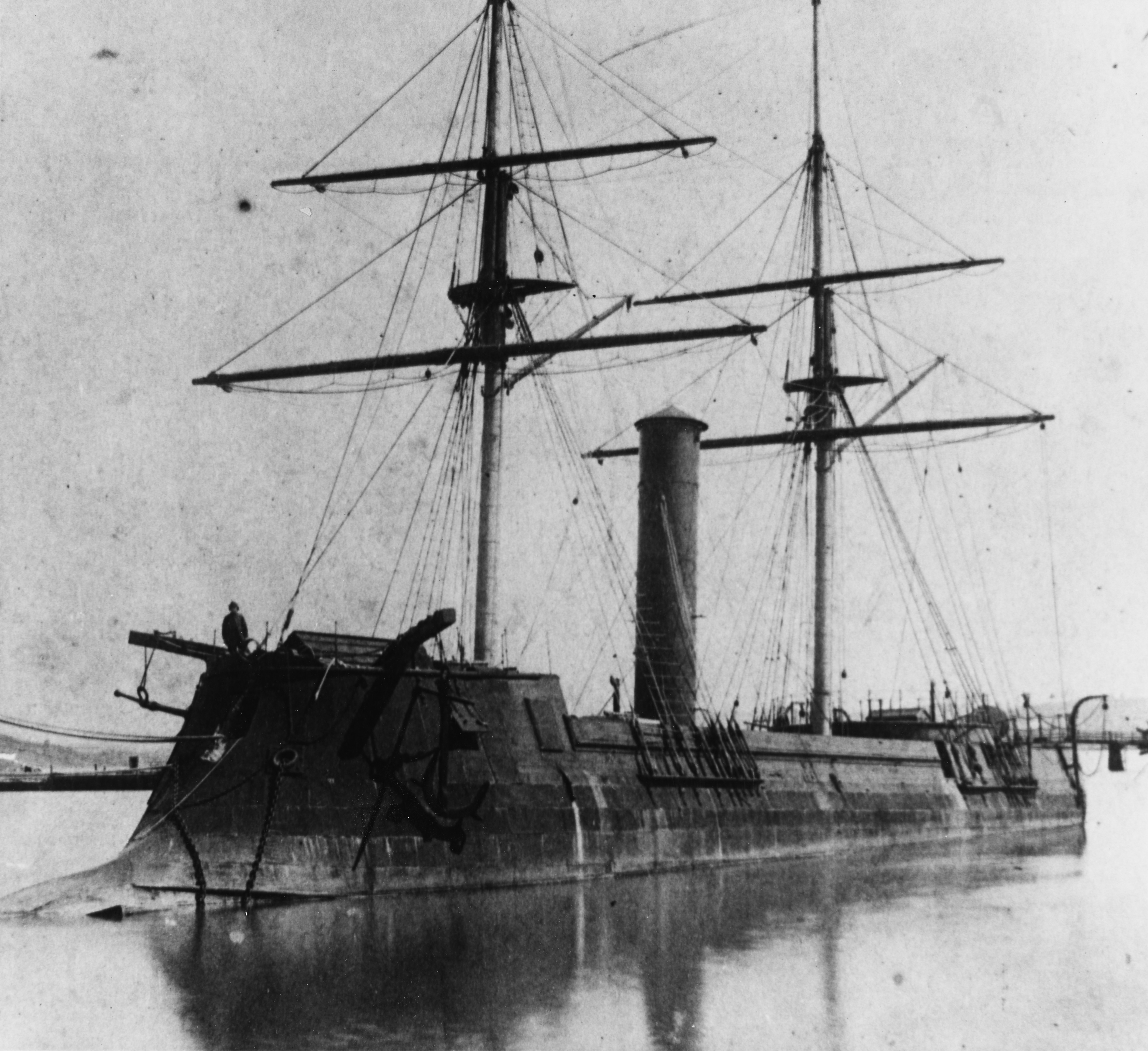
Le Kotetsu (ex-CSS Stonewall), premier cuirassé à coque en fer japonais a été construit en France pour la marine confédérée (1865).

Du fait du rapprochement diplomatique avec la Grande-Bretagne préfigurant l'Entente cordiale, la période du Second Empire marque, pour la France la fin de sa mise au ban des nations par le congrès de Vienne (1815). Ce retour dans le concert des nations se traduit par une innovation stratégique, la « projection de force », terme moderne désignant l'envoi outremer de corps expéditionnaires multinationaux en Crimée (1853-1856), en Chine (1856-1860) puis au Mexique (1861-1862).

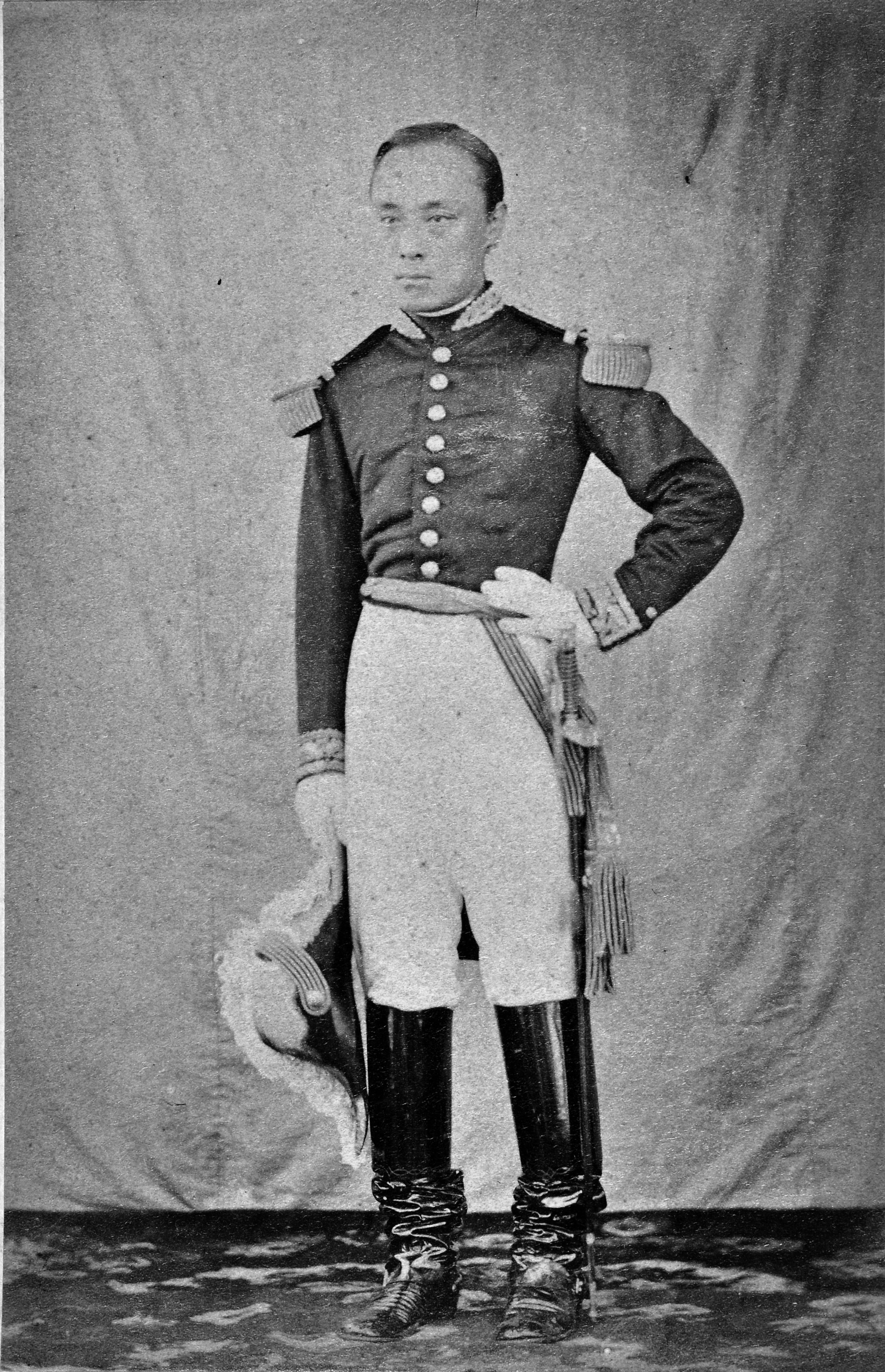
Shogun Yoshinobu Tokugawa en uniforme d'officier français (1867).

L'entrée de la France dans la modernité avec la révolution industrielle (machine à vapeur, chemin de fer, télégraphe), qui a débuté sous la monarchie de Juillet, se poursuit sous le Second Empire. La guerre de Crimée est ainsi le premier conflit couvert par des photographes de guerre (notamment le reporter Roger Fenton). Quant à l'expédition de Syrie (1860-1861), elle est considérée comme la première intervention humanitaire.
Cette époque est aussi marquée par des innovations technologiques avec l'adoption du premier révolver à cartouches métalliques, le Lefaucheux (1858), puis du premier fusil à chargement par culasse, le Chassepot (1866). Le canon rayé à chargement par la gueule, système inventé par Lahitte en 1858, fait son apparition sur les champs de bataille lors de la campagne d'Italie (1859).
C'est également pour la marine, la mise en service du premier cuirassé à coque en fer, la Gloire en 1858. Ce prestige ajouté à celui d'un cycle de victoires, en Europe et en Extrême-Orient, explique la modernisation, entre autres, des armées américaines et japonaise sur le modèle français (but de la mission militaire française au Japon) avec l'adoption de l'uniforme impérial et l'importation de matériel de guerre français (fusil Minié, canon obusier de 12 ou cuirassés à coque en fer) aussi bien par l'Armée de l'Union et celle des États Confédérés que celle du shogun Tokugawa. Le matériel règlementaire de l'armée française est ainsi utilisé pendant la guerre de Sécession en Amérique et la guerre de Boshin au Japon. Cependant, les officiers français, comme le capitaine Brunet, qui prennent directement part à cette guerre civile japonaise, dans laquelle la France ne joue qu'un rôle lointain, le font à titre personnel.

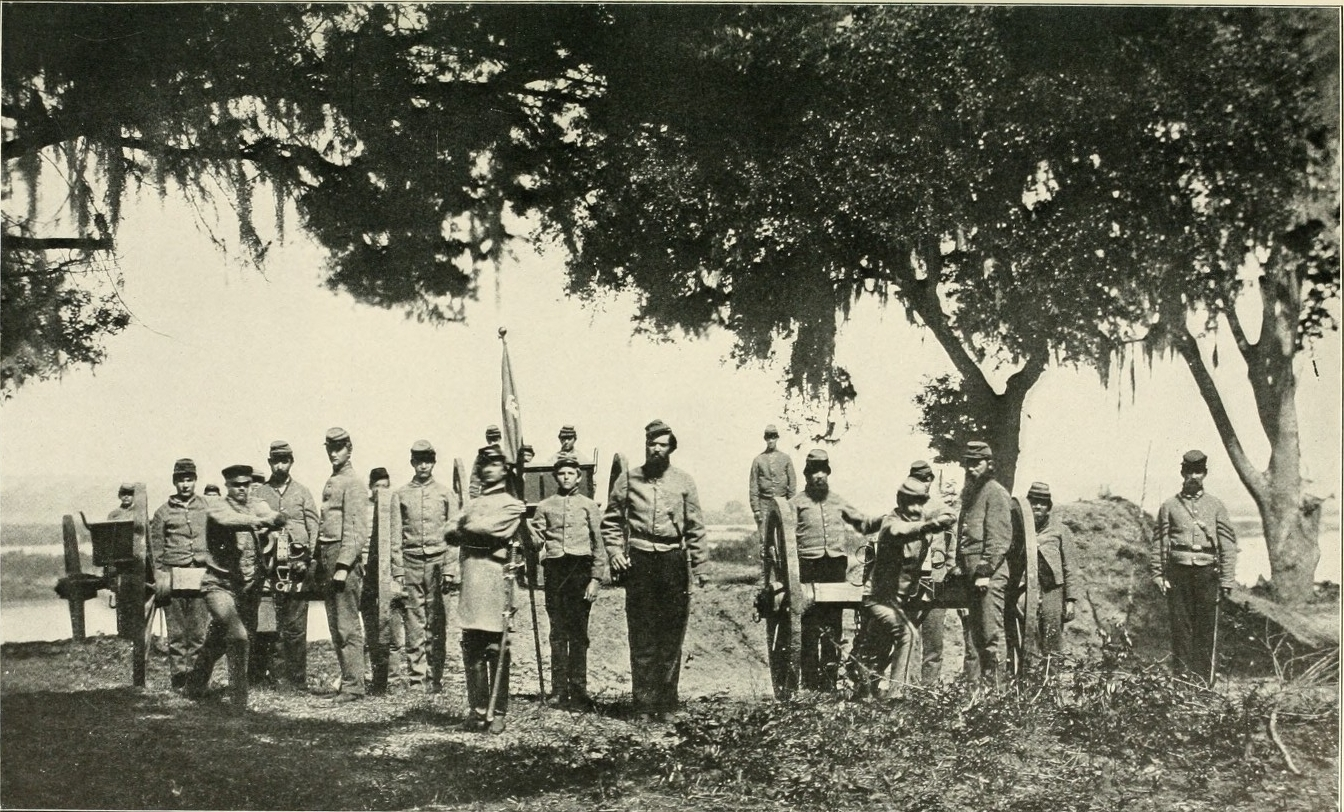
Artillerie confédérée équipée de canons « Napoleon » au port de Charleston (1863).

L'armée française sous le Second Empire marque aussi durablement l'imagination populaire avec la fameuse citation « J'y suis, j'y reste » du général de Mac Mahon (futur Président) ou la charge des cuirassiers de Reichshoffen, ainsi que la tradition militaire avec la célébration, chaque année, de Camerone par la Légion étrangère et de Bazeilles par les Troupes de marine. Plus tard, en portant à l'écran Les Dernières Cartouches de de Neuville, sous le titre Bombardement d'une maison, Georges Méliès réalisera probablement avec cette fiction basée sur des faits réels de la guerre franco-allemande de 1870, le premier film de guerre.
La série de défaites survenue dès le début de cette campagne de France de 1870 a cependant mis en évidence les lacunes de l'armée française de l'époque en termes de logistique et les faiblesses du haut-commandement. Les défaillances militaires du Second Empire ont entraîné un affaiblissement du régime qui malgré l'existence d'un héritier, le Prince impérial, et d'un dernier plébiscite favorable n'a pas survécu à la défaite de Sedan et à la capture de l'empereur Napoléon III. De cet échec face aux Allemands, le régime français suivant en a tiré la nécessité d'une alliance de revers avec la Russie (1892).

## Administration (1851-1870)
Sous le Second Empire, l'armée dépend du ministère de la Guerre et la marine dépend du ministère de la Marine et des Colonies. La Garde impériale, unité attachée à la personne de Napoléon III, dépend elle de la maison de l'Empereur.

### Ministres de la Guerre
| Date d'entrée en fonction | Date de sortie en fonction | Nom                                             | Titre                               | Gouvernement |
| ------------------------- | -------------------------- | ----------------------------------------------- | ----------------------------------- | ------------ |
| 2 décembre 1851           | 11 mars 1854               | Maréchal Armand Jacques Leroy de Saint-Arnaud   | Ministre de la Guerre               |              |
| 11 mars 1854              | 5 mai 1859                 | Maréchal-comte Jean-Baptiste Philibert Vaillant | Ministre de la Guerre               |              |
| 5 mai 1859                | 20 janvier 1867            | Maréchal-comte Jacques Louis Randon             | Ministre de la Guerre               |              |
| 20 janvier 1867           | 21 août 1869               | Maréchal Adolphe Niel                           | Ministre de la Guerre               |              |
| 21 août 1869              | 20 juillet 1870            | Maréchal Edmond Le Bœuf                         | Ministre de la Guerre               |              |
| 20 juillet 1870           | 9 août 1870                | Général-vicomte Pierre Charles Dejean           | Ministre de la Guerre (par intérim) |              |
| 9 août 1870               | 4 septembre 1870           | Général-comte Charles Cousin-Montauban          | Ministre de la Guerre               |              |

### Ministres de la Marine et des Colonies
| Date d'entrée en fonction | Date de sortie en fonction | Nom                                                         | Titre                                 | Gouvernement |
| ------------------------- | -------------------------- | ----------------------------------------------------------- | ------------------------------------- | ------------ |
| 3 décembre 1851           | 17 avril 1855              | Jean Étienne Théodore Ducos                                 | Ministre de la Marine et des Colonies |              |
| 19 avril 1855             | 24 juin 1858               | Alphonse Ferdinand Hamelin                                  | Ministre de la Marine et des Colonies |              |
| 24 juin 1858              | 24 novembre 1860           | Alphonse Ferdinand Hamelin                                  | Ministre de la Marine                 |              |
| 24 juin 1858              | 24 mars 1859               | Napoléon Joseph Charles Paul Bonaparte, dit Prince Napoléon | Ministre de l'Algérie et des Colonies |              |
| 24 mars 1859              | 24 novembre 1860           | Justin Napoléon Prosper de Chasseloup-Laubat                | Ministre de l'Algérie et des Colonies |              |
| 24 novembre 1860          | 20 janvier 1867            | Justin Napoléon Prosper de Chasseloup-Laubat                | Ministre de la Marine et des Colonies |              |
| 20 janvier 1867           | 4 septembre 1870           | Charles Rigault de Genouilly                                | Ministre de la Marine et des Colonies |              |

## Campagnes, expéditions, missions militaires

### Europe
- Guerre de Crimée (1853-1856)
- Campagne d'Italie (1859)
- Guerre franco-allemande de 1870

Europe
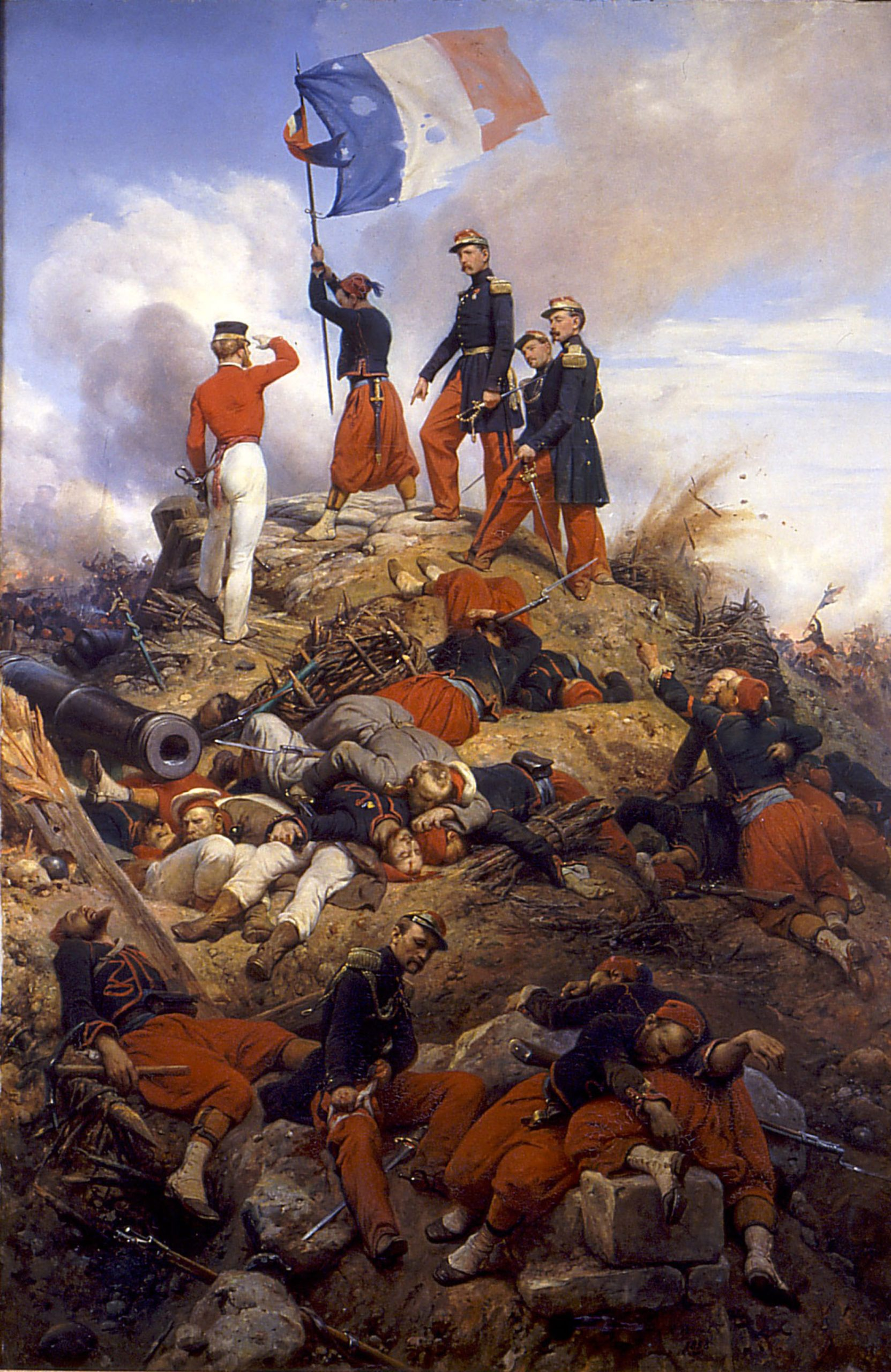
Le général de Mac Mahon à la bataille de Malakoff (1855).
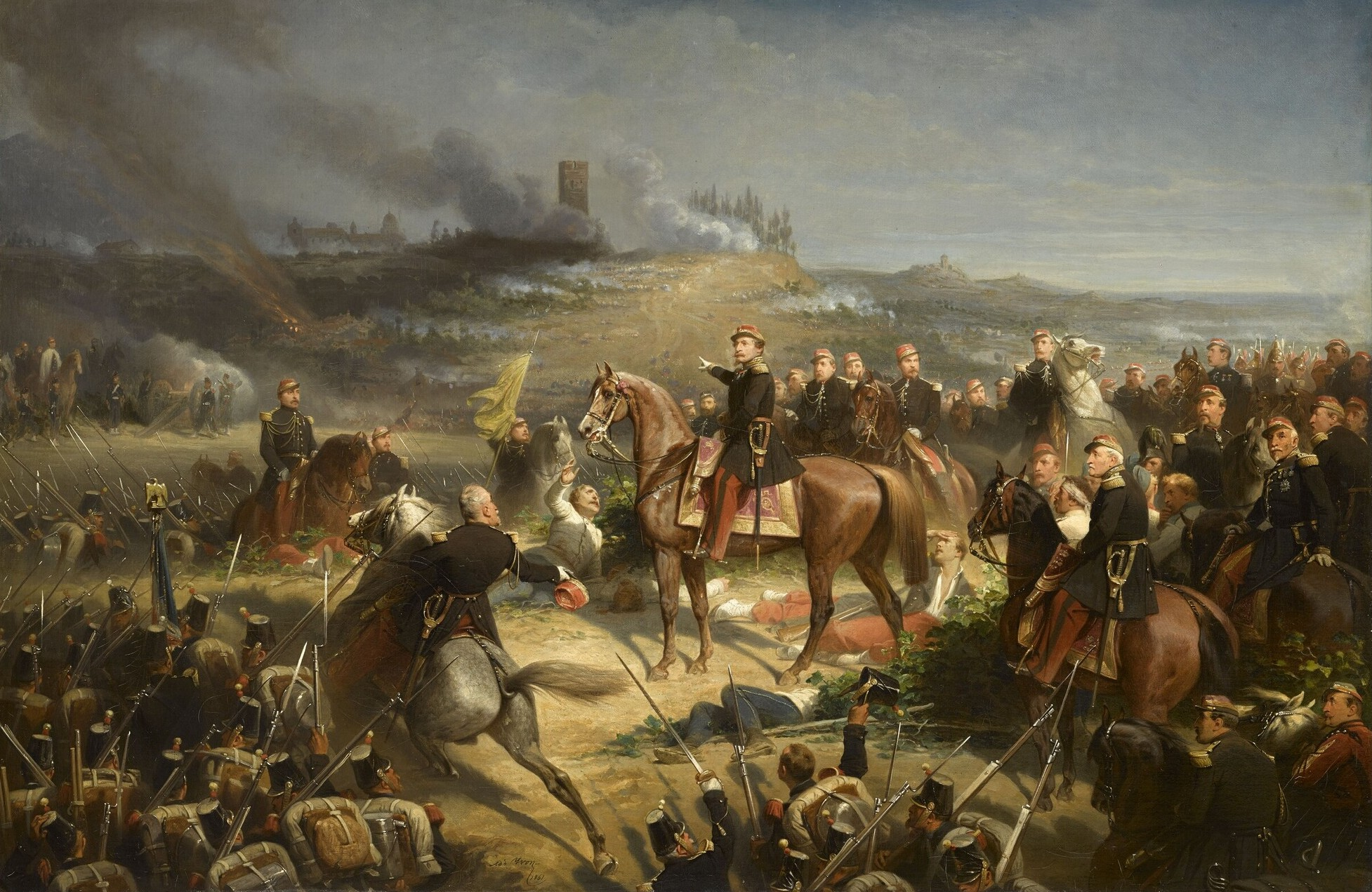
Napoléon III fait donner la Garde impériale à la bataille de Solférino (1859).
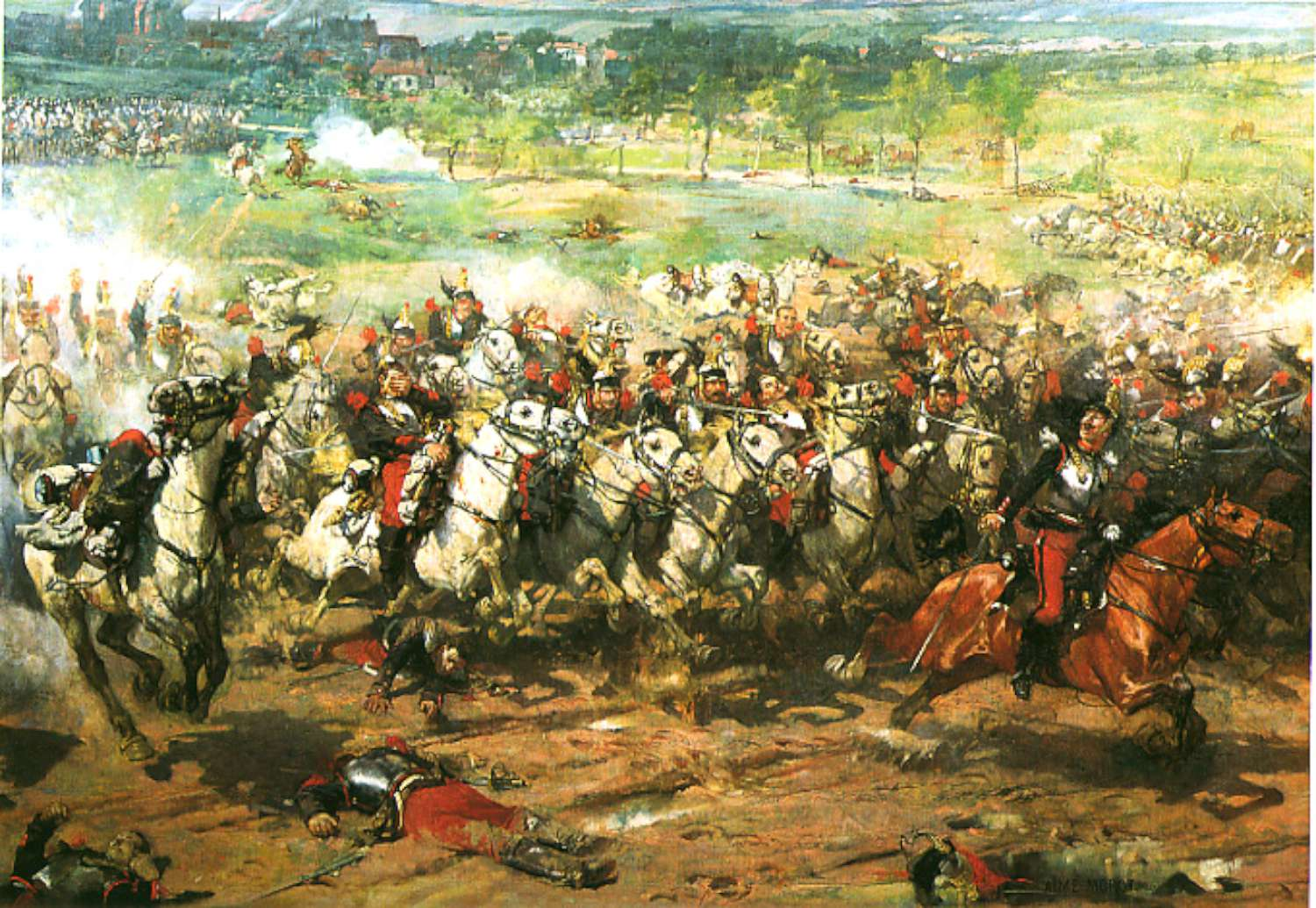
La charge des cuirassiers de Reichshoffen à la bataille de Frœschwiller (1870).
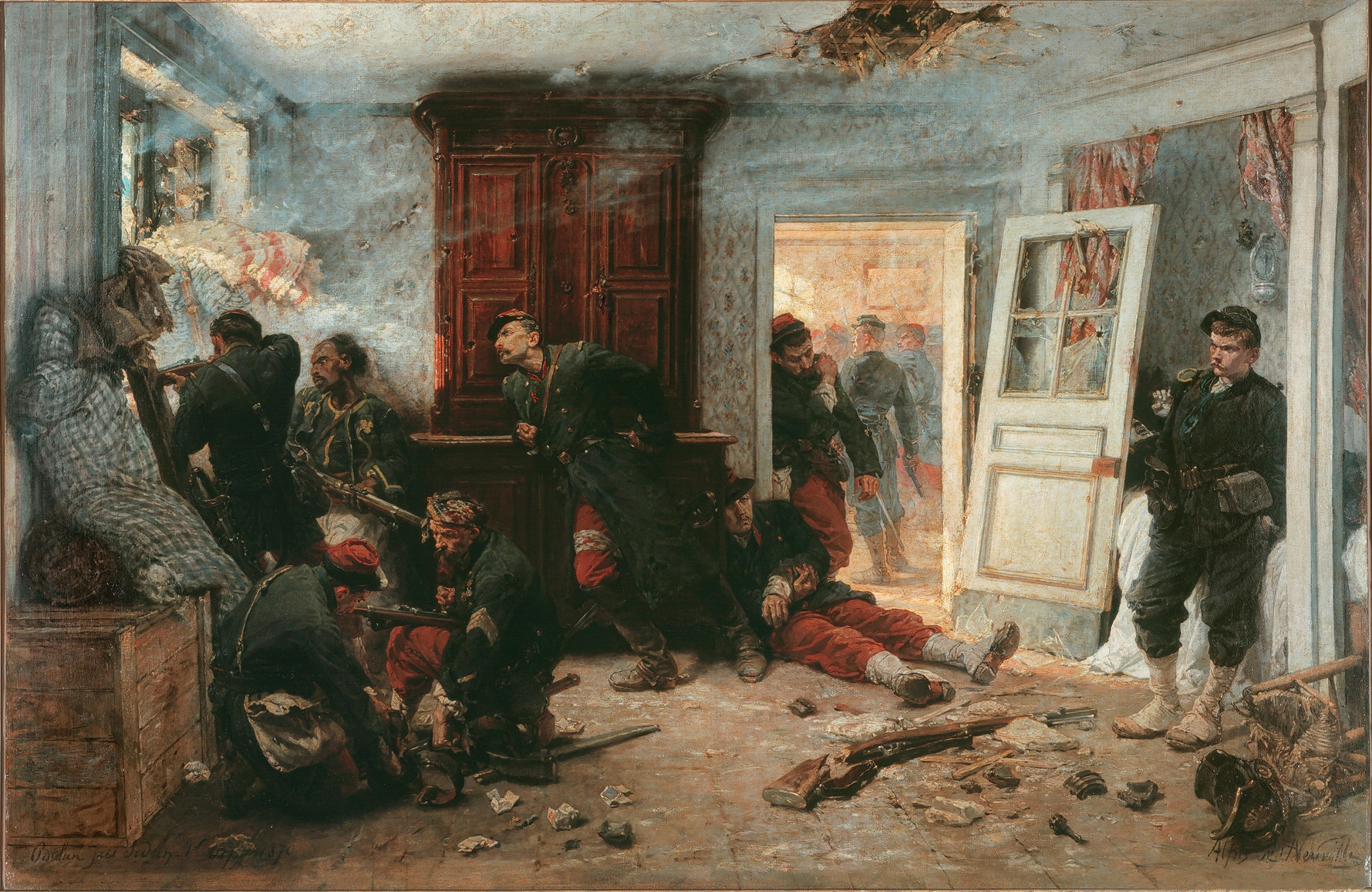
Les Dernières Cartouches (1873) d'Alphonse de Neuville immortalisent la bataille de Bazeilles (1870).

### Afrique
- Expédition des Babors (1853)
- Expédition du Sebaou (1854)
- Campagne de la Grande Kabylie (1857)
- Siège du fort de Médine (1857)
- Bataille de Logandème (1859)
- Expédition du Maroc (1859)

Afrique
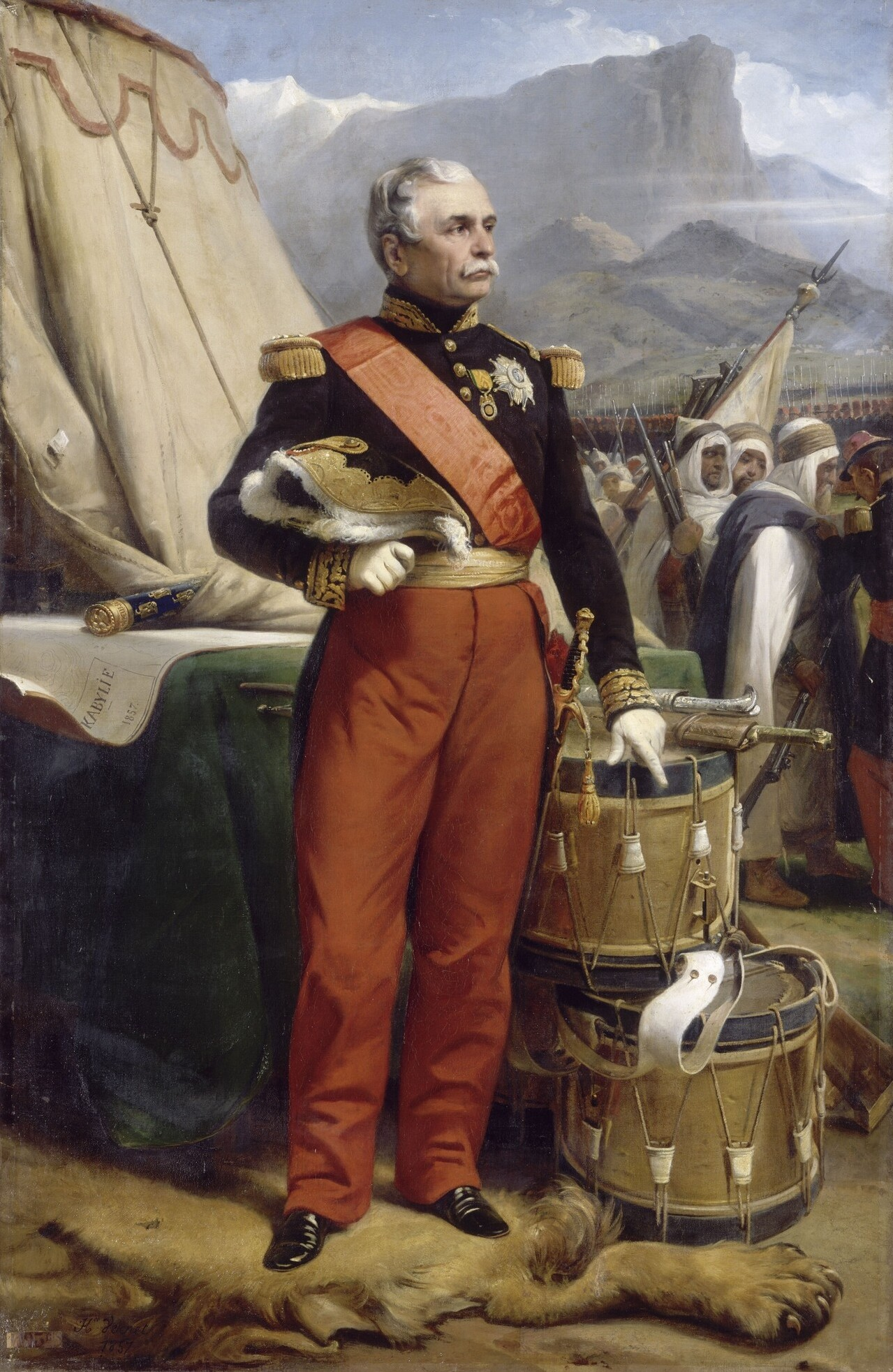
Campagne de Kabylie: gouverneur-général Randon, 1853 d'Horace Vernet (Exposition universelle de 1855).
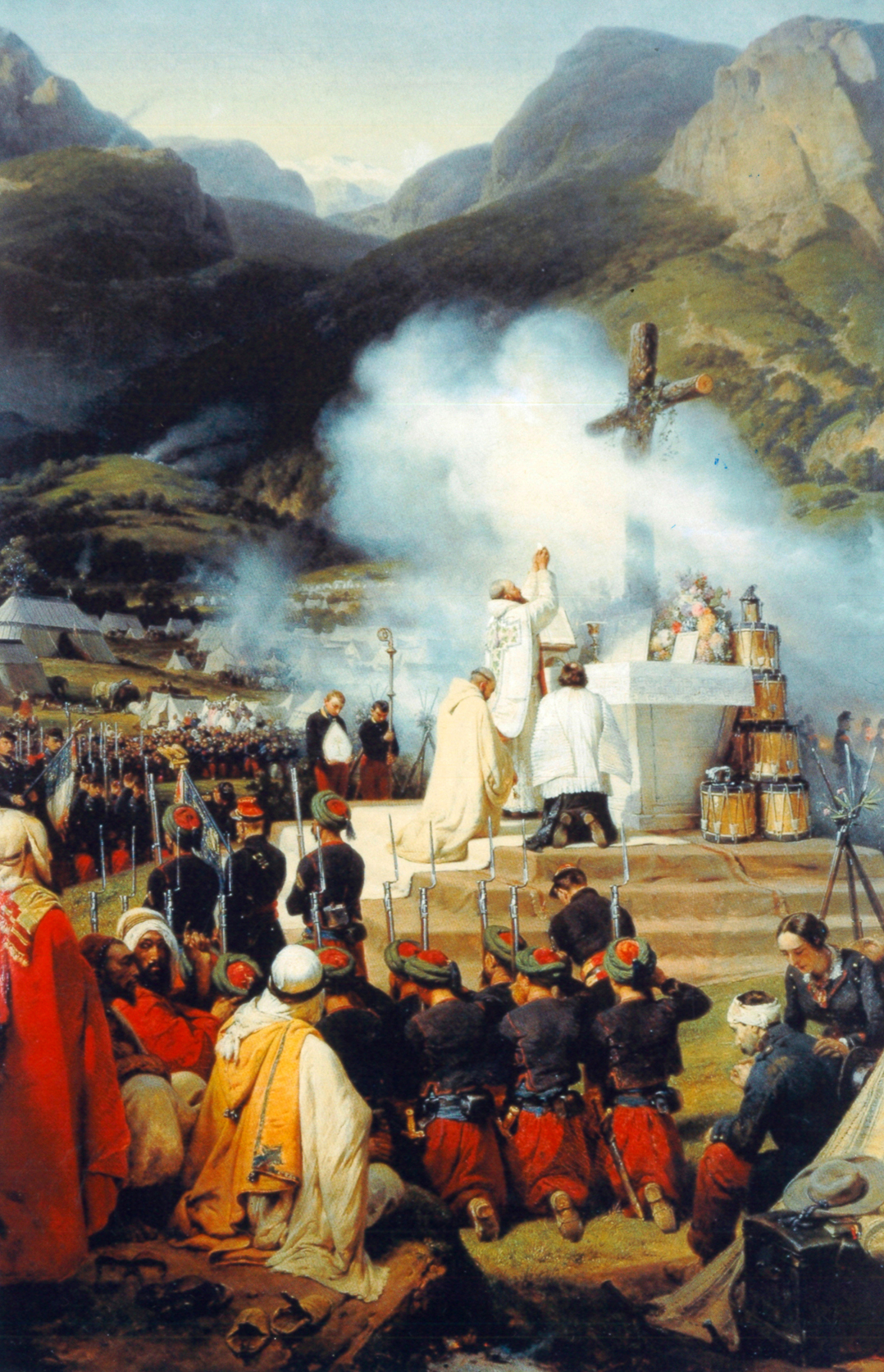
L'abbé Régis de Notre-Dame de Staouëli célèbre la première messe en Kabylie à l'issue de l'expédition des Babors (1853).
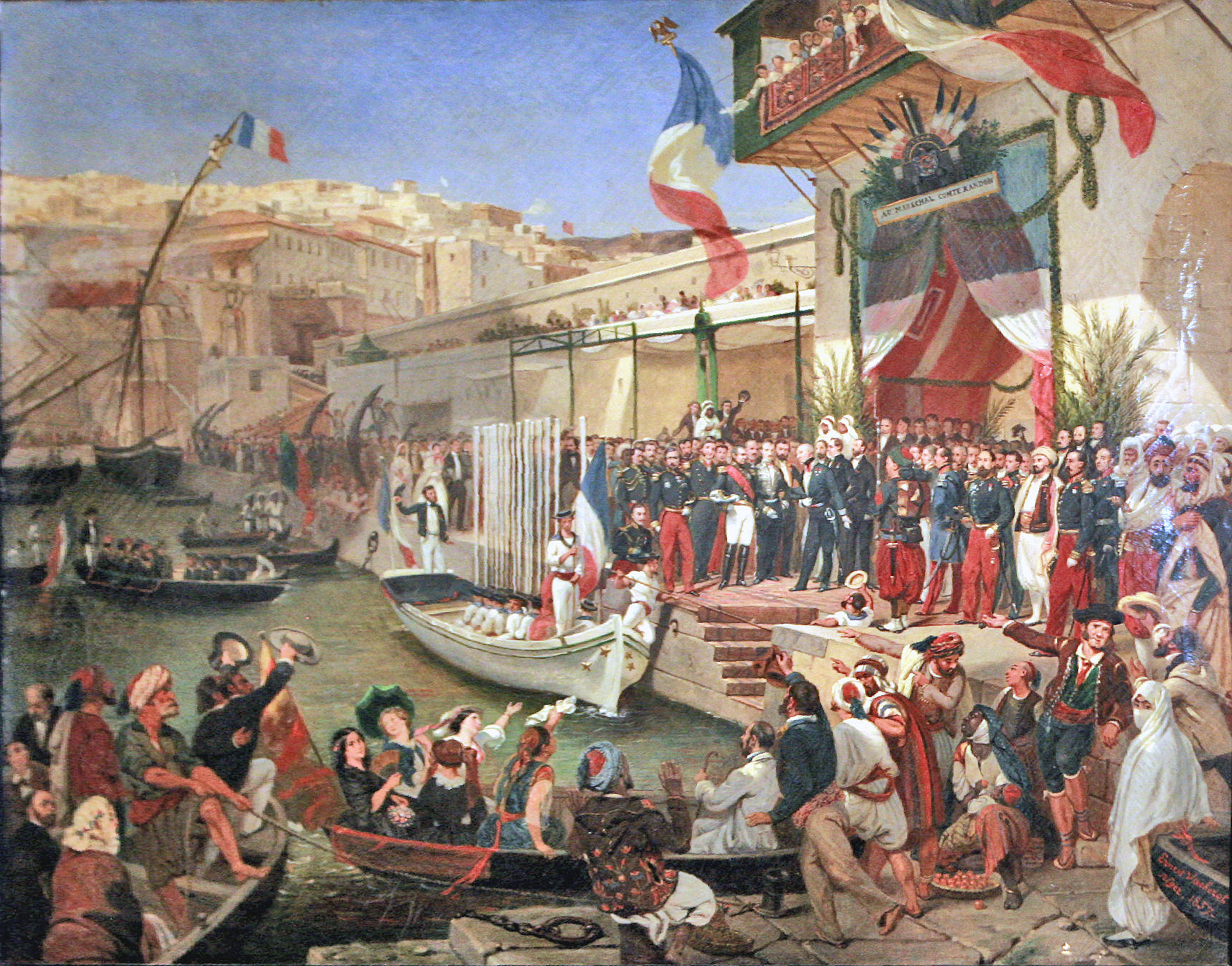
Arrivée du maréchal-comte Randon à Alger (1857).
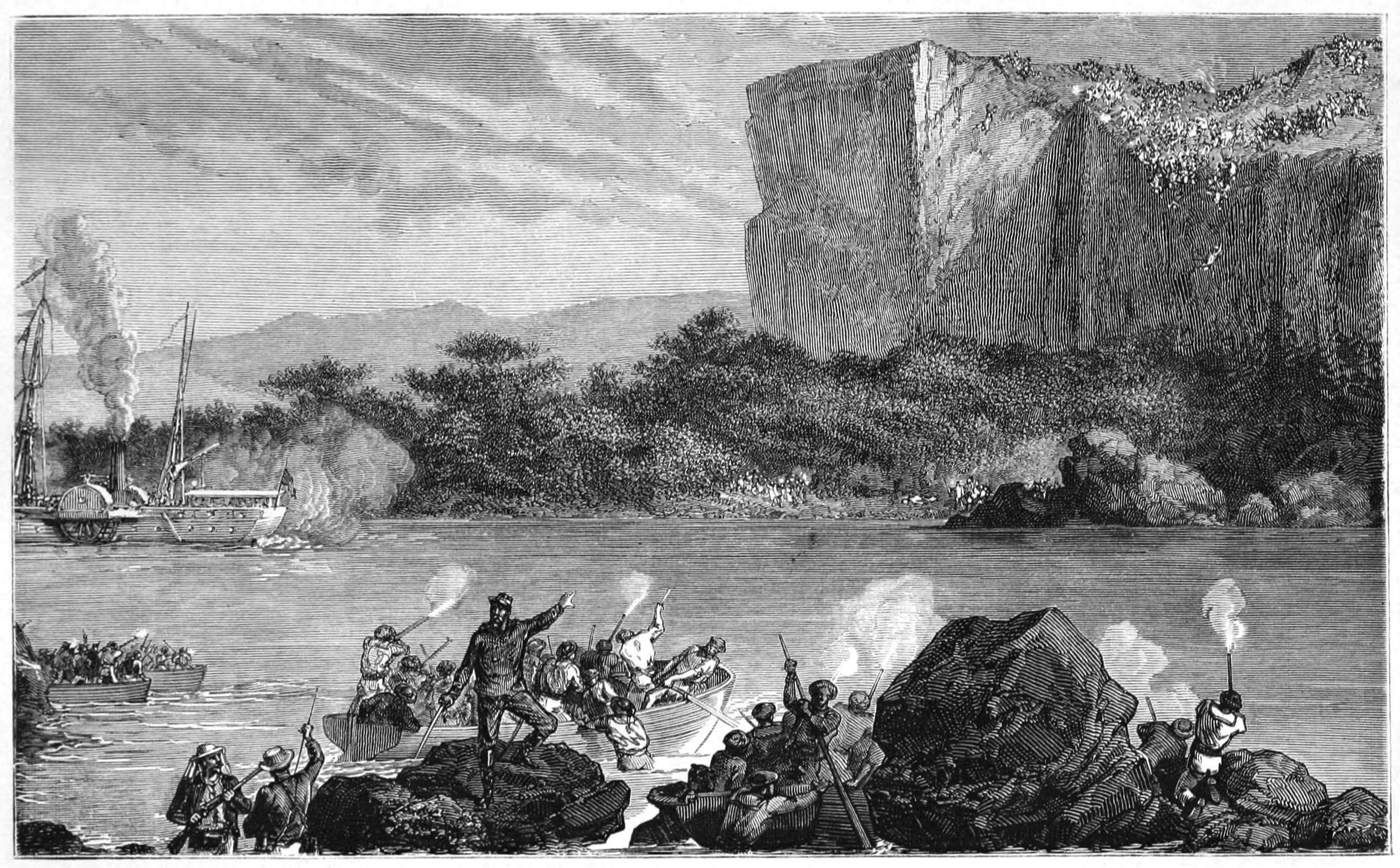
Le général Faidherbe met fin au siège du fort de Médine par l'Empire toucouleur d'Oumar Tall (1857).

### Asie
- Révolte des Taiping (1851-1864)
- Seconde guerre de l'opium (1856-1860)
- Campagne de Cochinchine (1858-1862)
- Bombardement de Shimonoseki (1863-1864)
- Expédition française en Corée (1866)
- Mission militaire française au Japon (1867-1868)

Asie
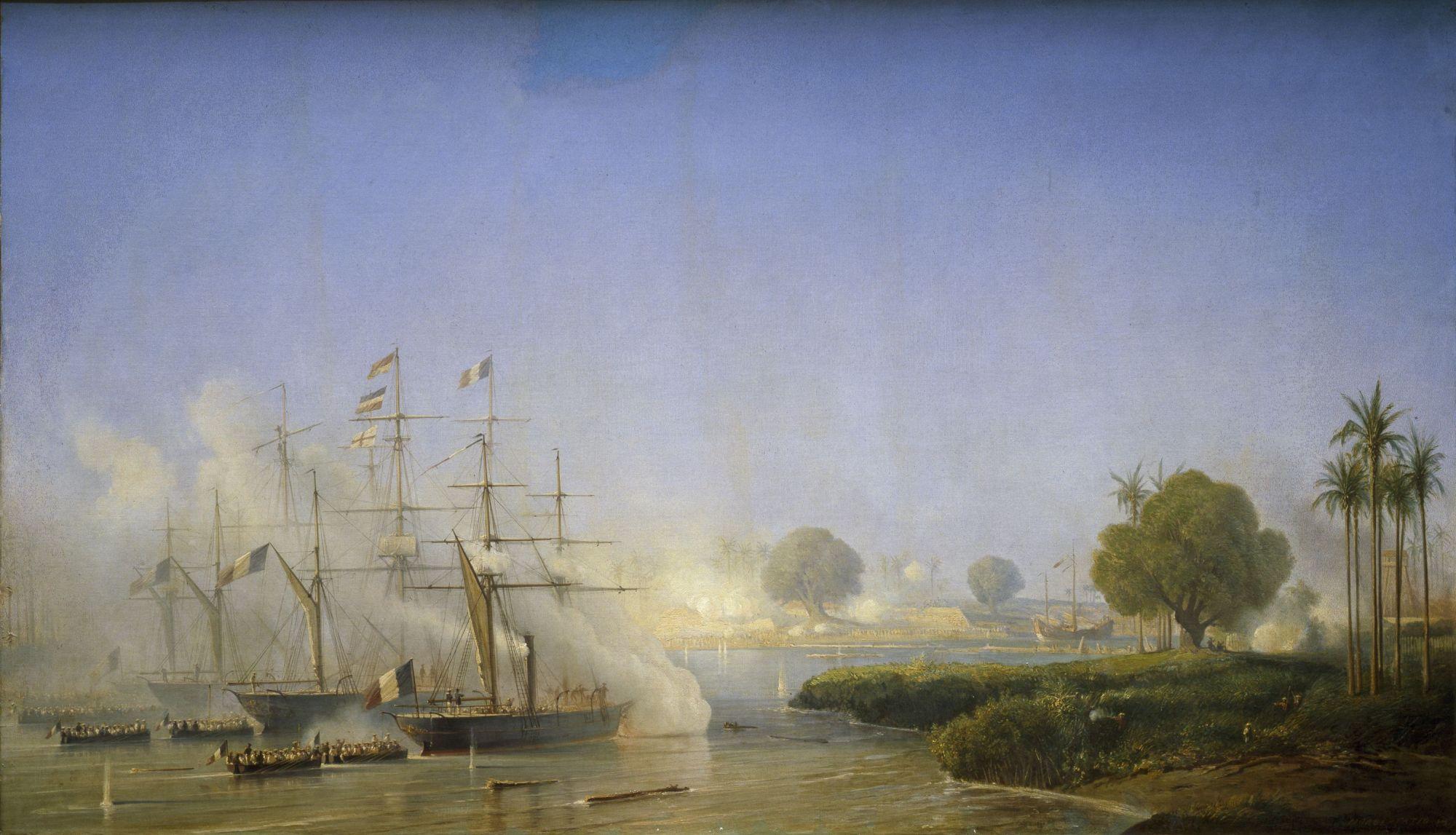
La prise de Saïgon par le corps expéditionnaire franco-espagnol (1859).
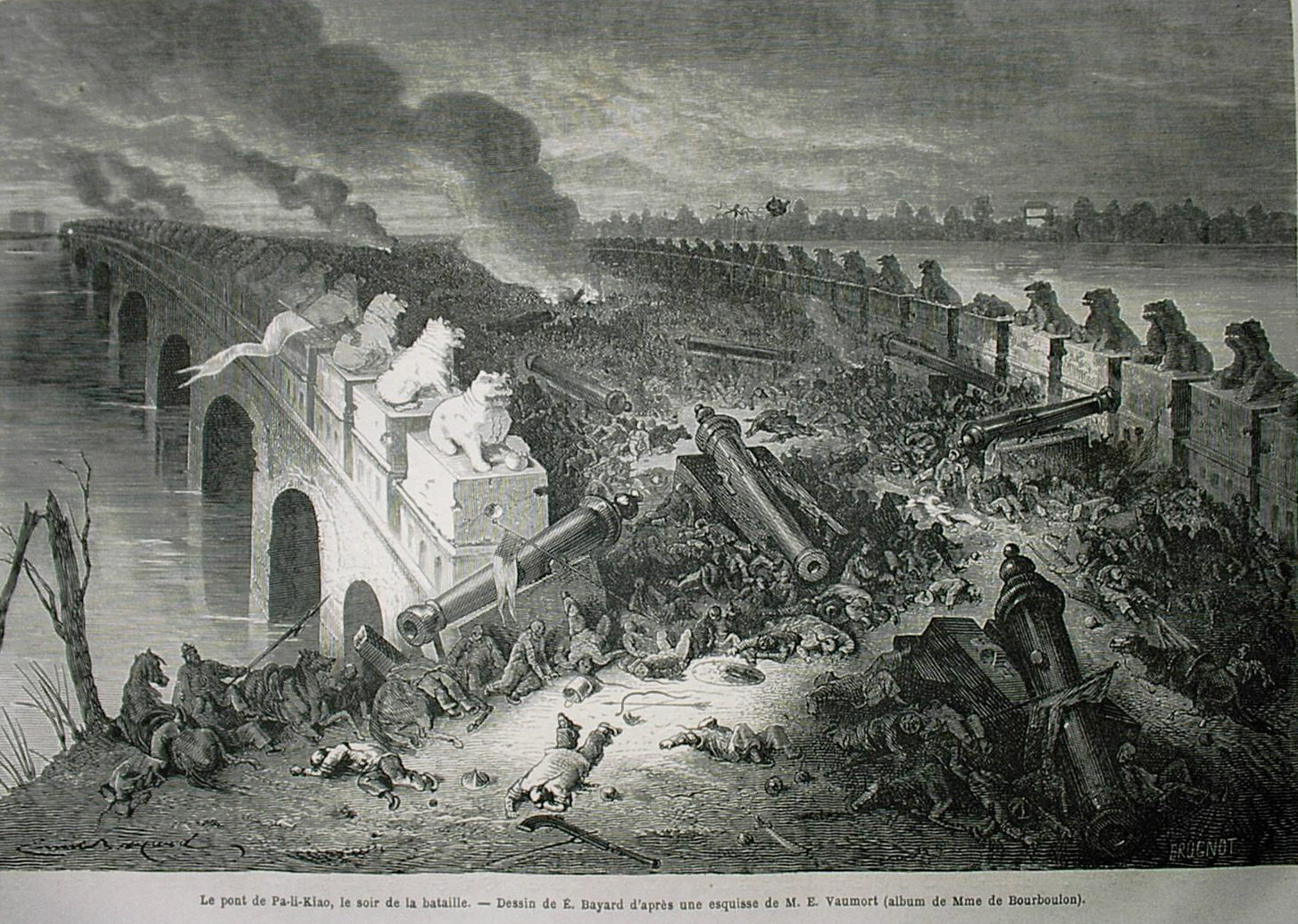
La bataille de Palikao (1860).
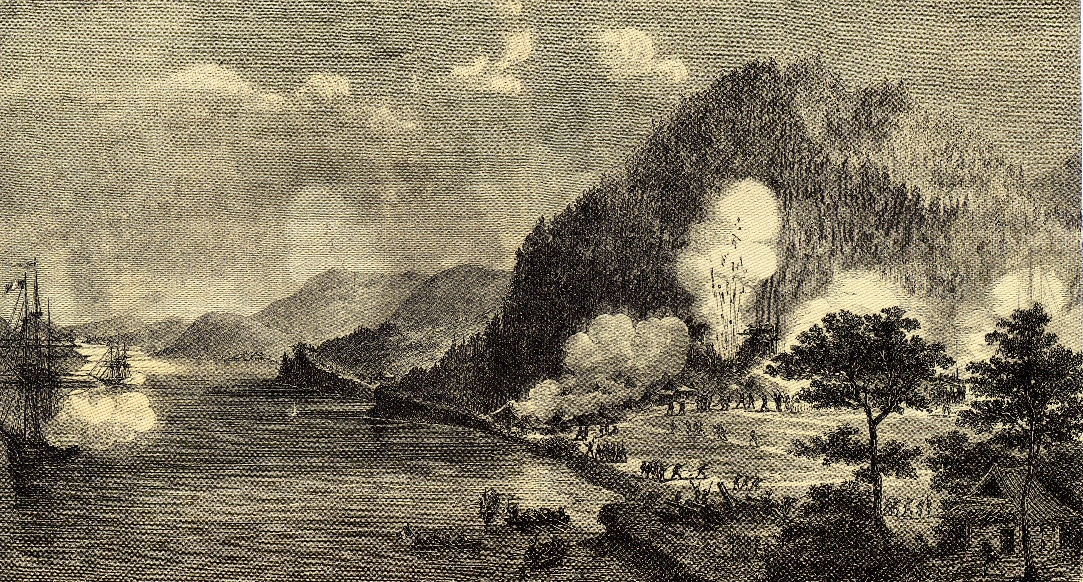
Le bombardement de Shimonoseki par le Tancrède et le Dupleix monté par le capitaine Benjamin Jaurès (1863).
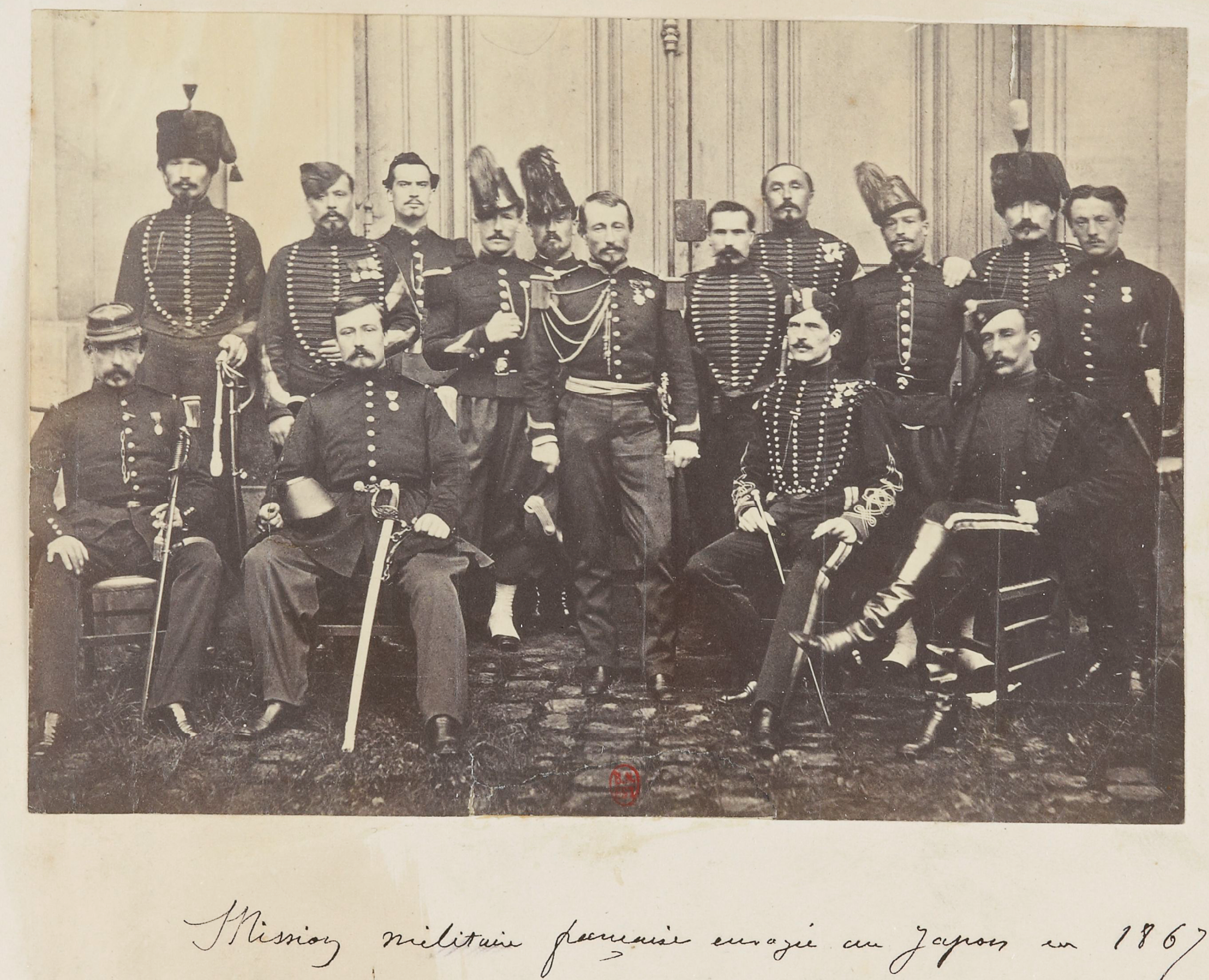
La première mission militaire française au Japon invitée par le shogun Yoshinobu Tokugawa pour la modernisation de ses forces armées (1867).

### Moyen-Orient
- Expédition française en Syrie (1860-1861)

Moyen-Orient
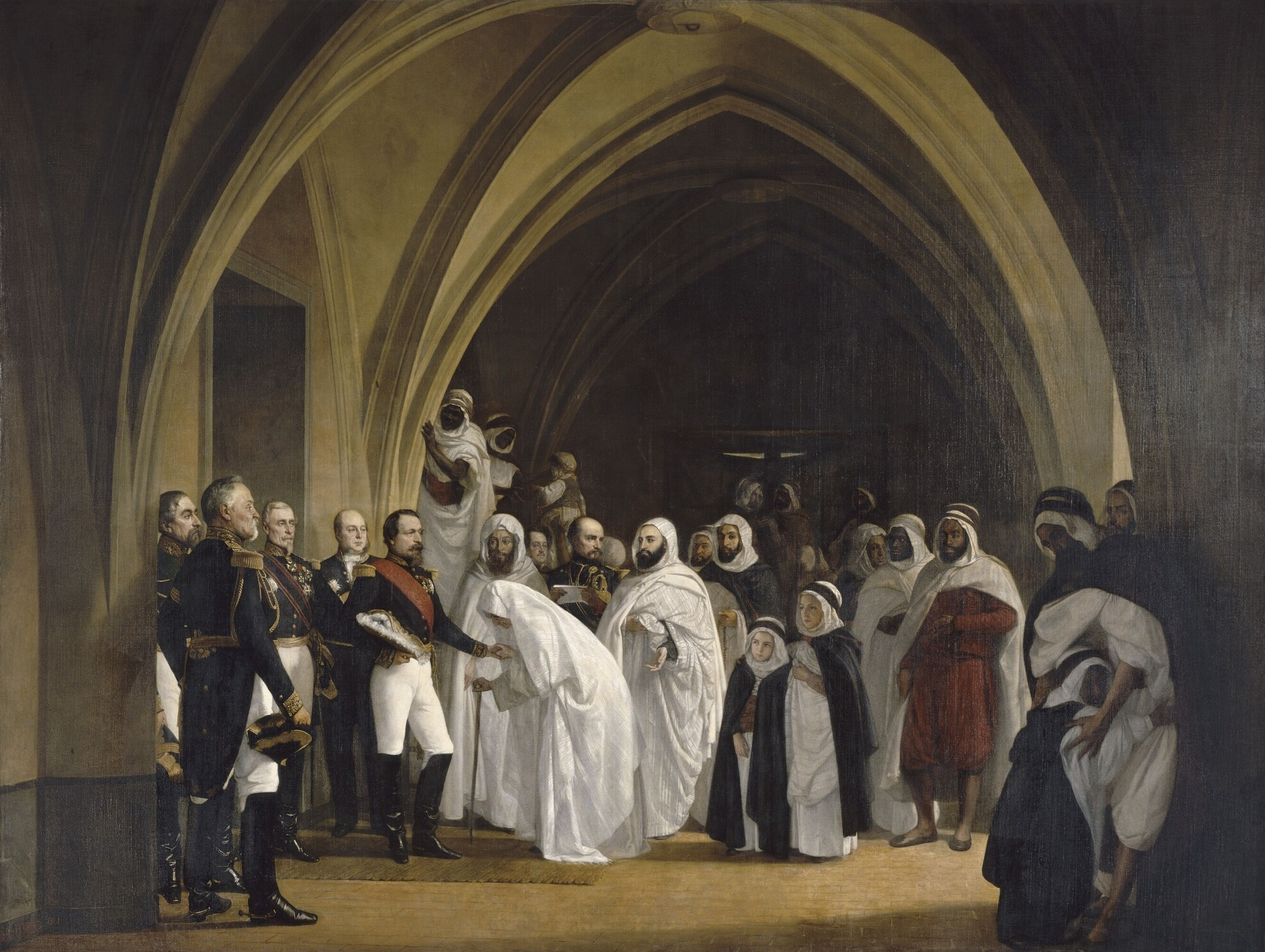
Le prince-président Louis-Napoléon Bonaparte (futur empereur Napoléon III) rend la liberté à l'émir Abd el-Kader au château d'Amboise (1852).
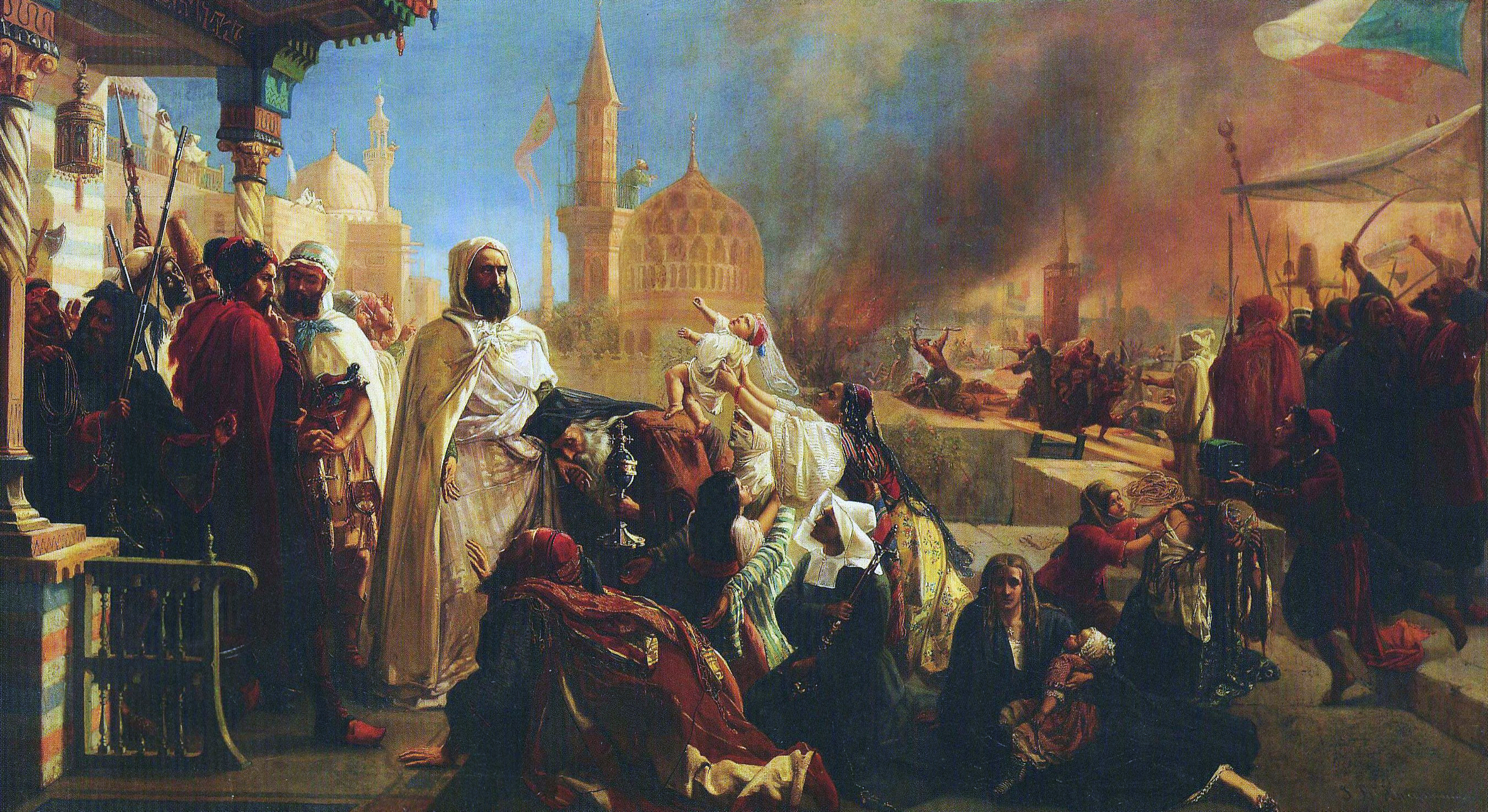
L'émir Abd el-Kader, protégeant les chrétiens à Damas, lors des massacres commis par les Druzes (1860).
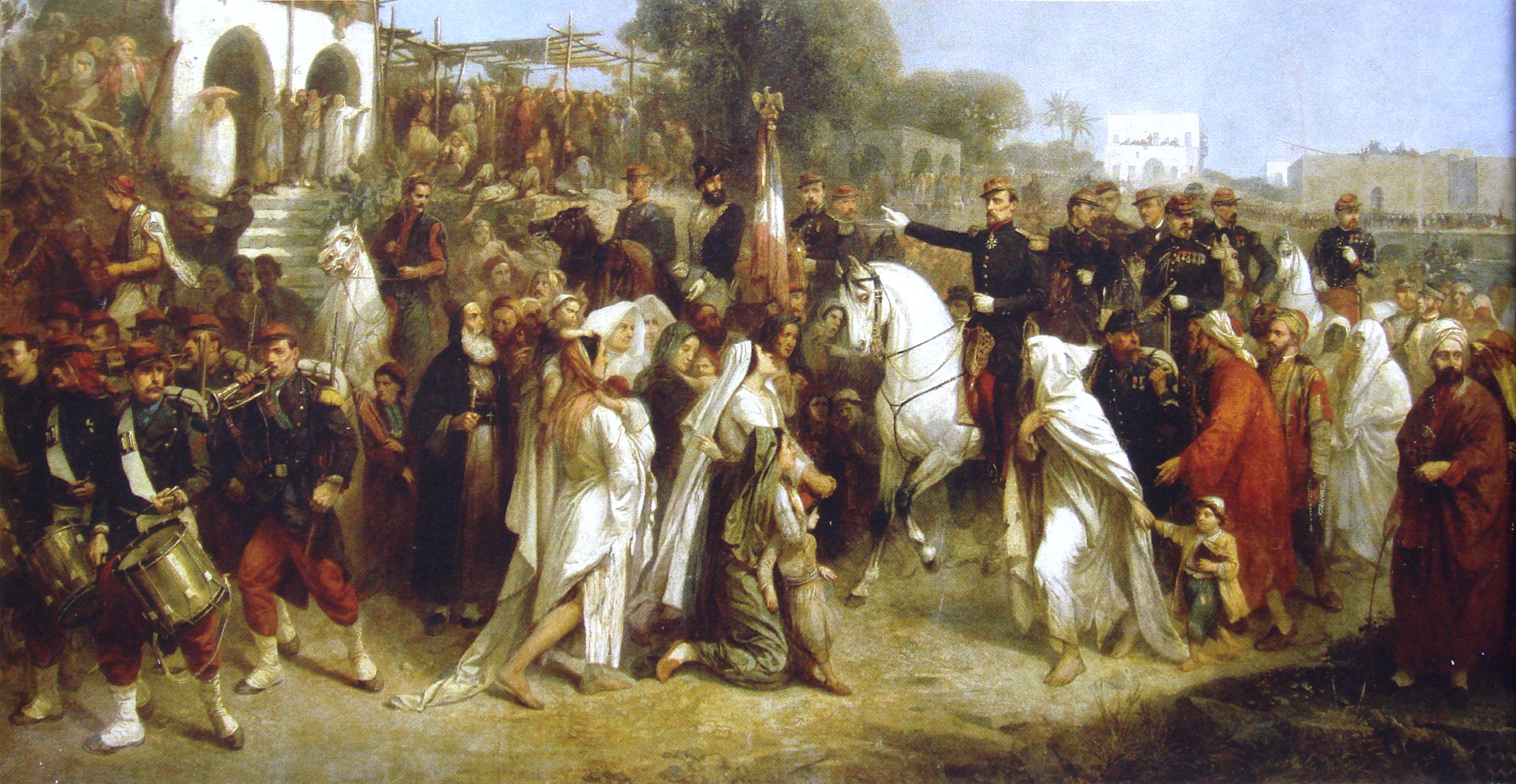
Débarquement du corps expéditionnaire du général de Beaufort d'Hautpoul à Beyrouth (1860).

### Amérique
- Intervention française au Mexique (1861-1867)

Amérique
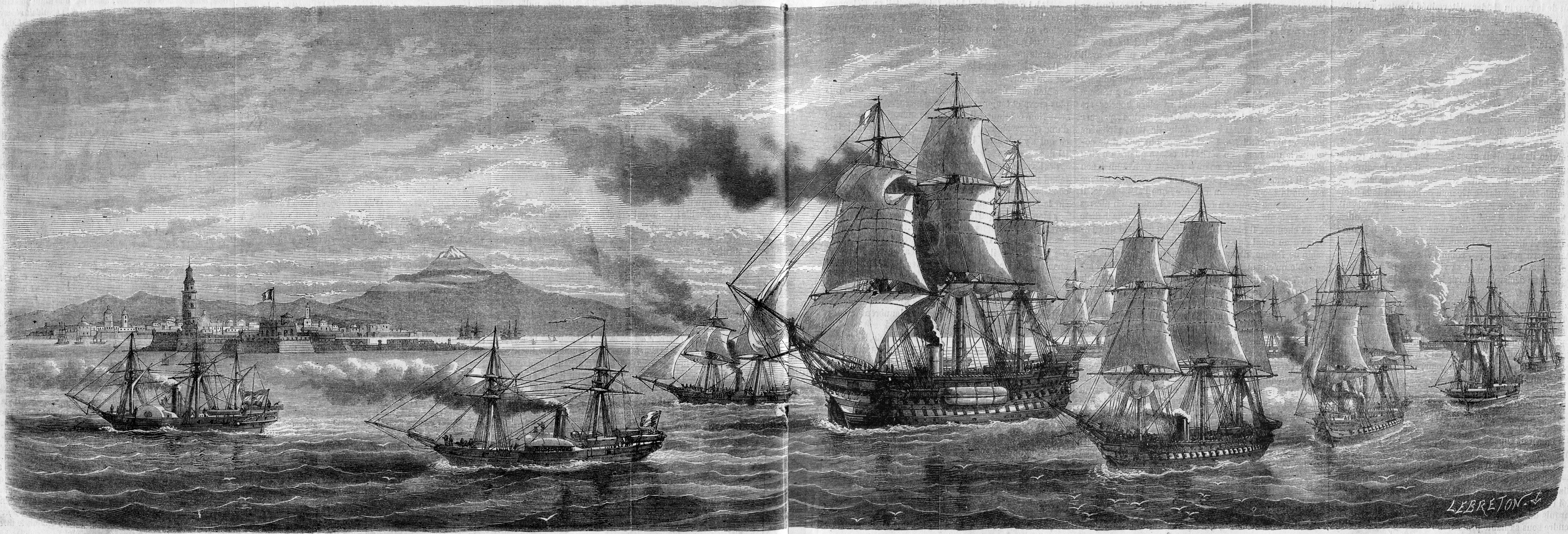
Départ de la flotte française pour l'expédition du Mexique sous le commandement de l'amiral Jurien de la Gravière (1862).
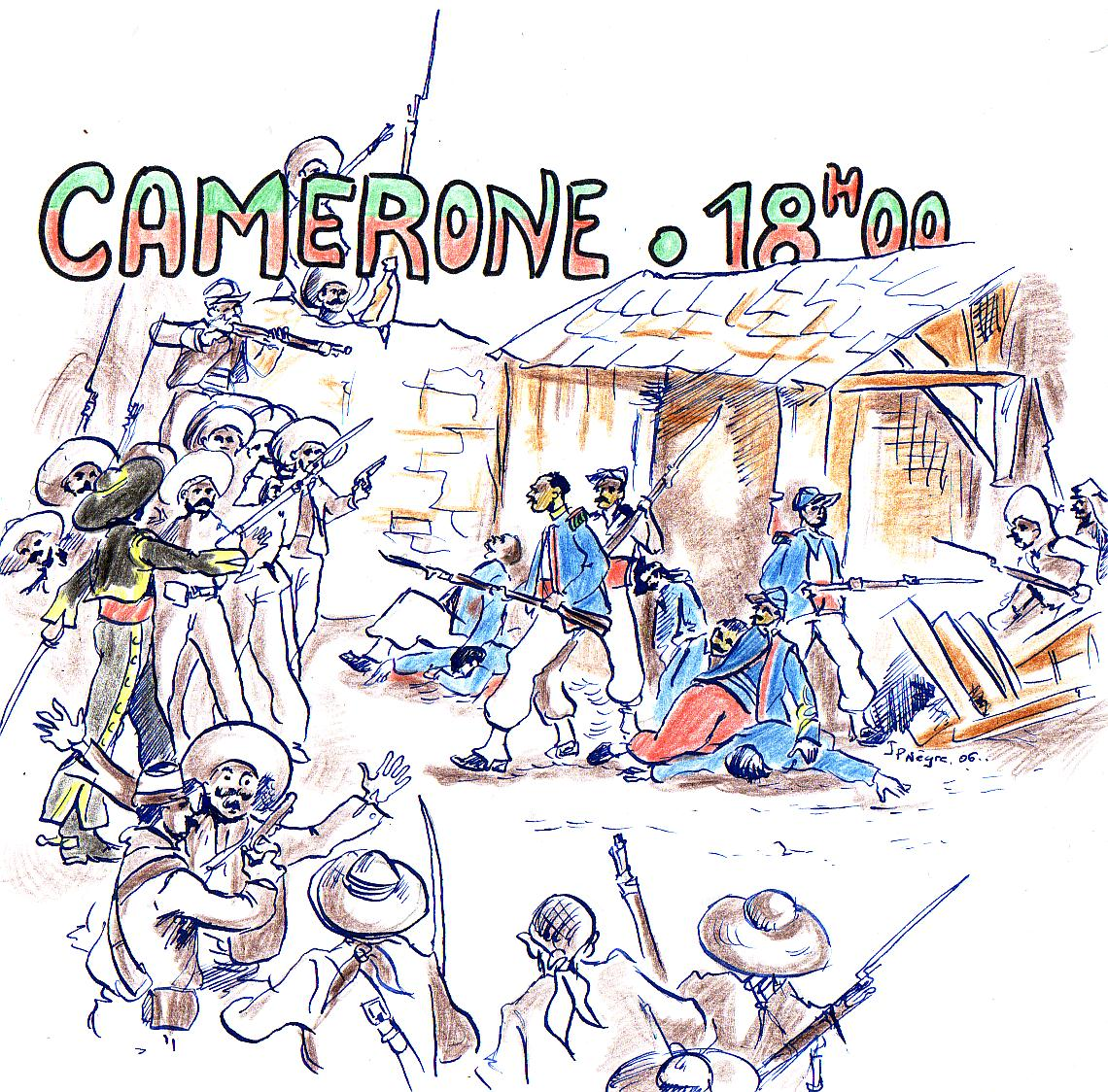
La bataille de Camerone (1862).
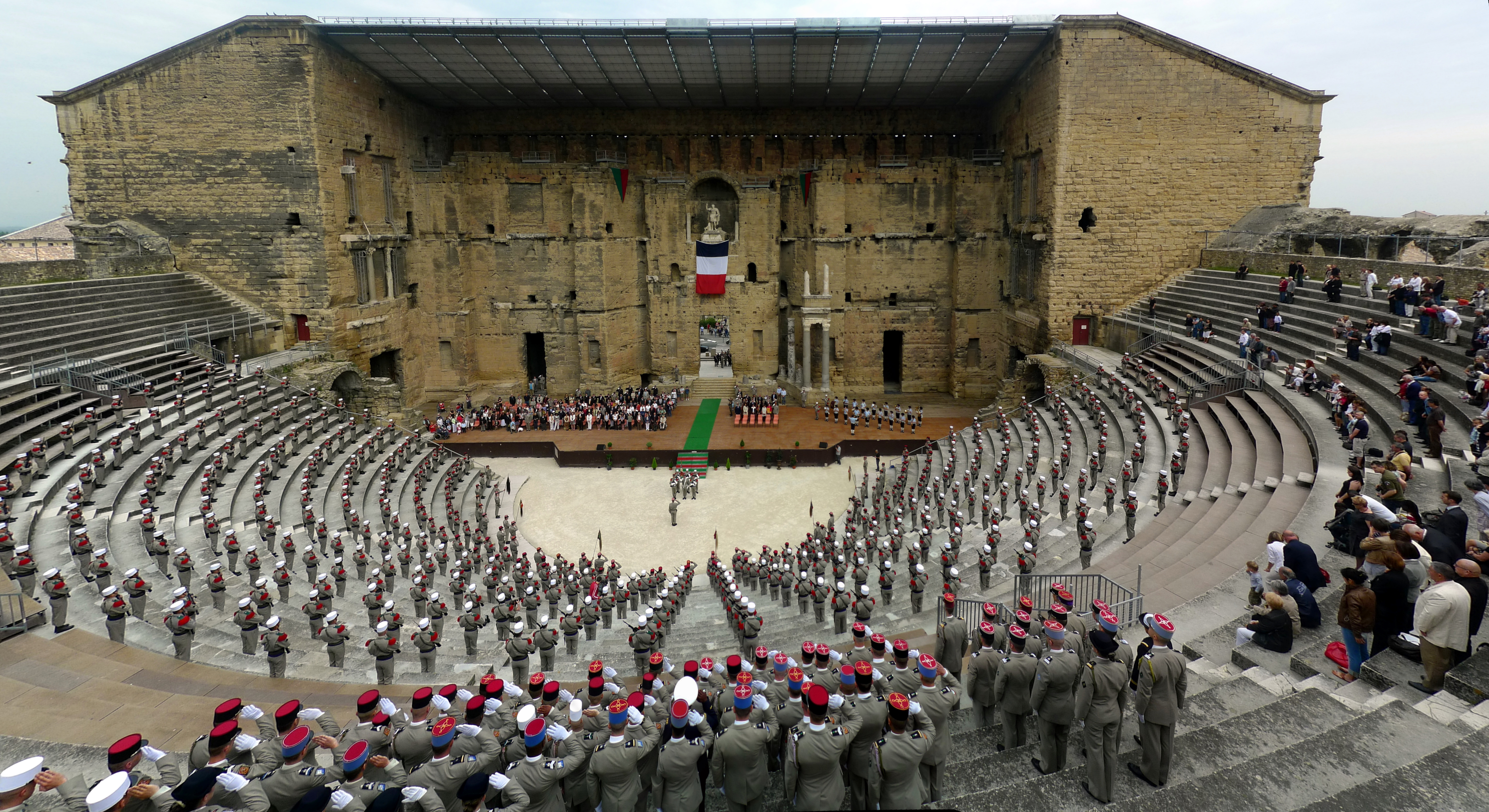
La commémoration de la bataille de Camerone par le 1er REC au Théâtre antique d'Orange (2010).
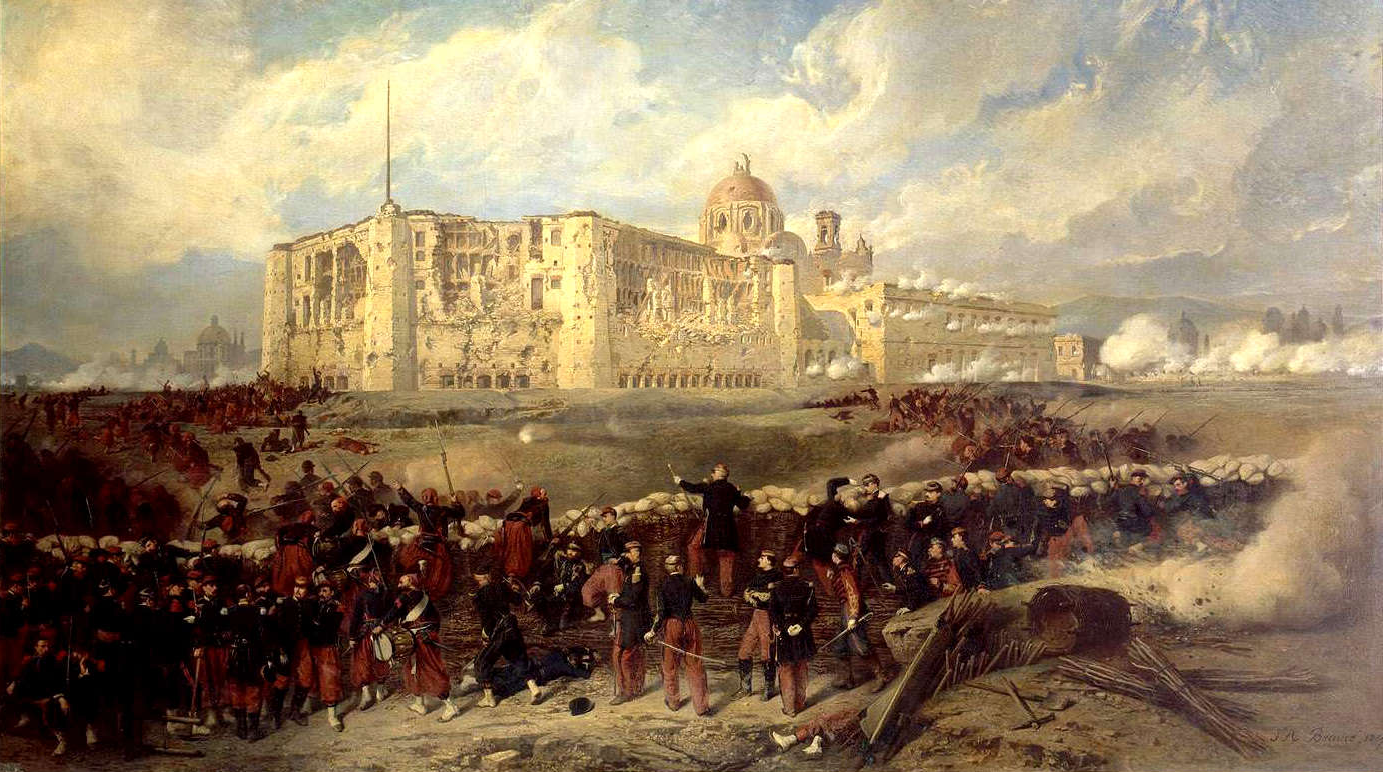
Le général Bazaine attaque le fort de San-Xavier lors du second siège de Puebla (1863).

## Camp de Châlons

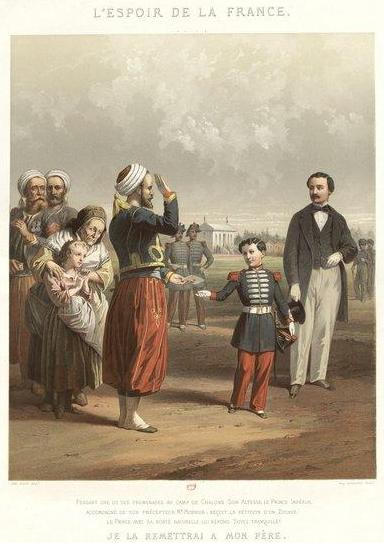
Un zouave remet une pétition au Prince Impérial accompagné de son précepteur, Francis Monnier, au camp de Châlons.

En 1857, Napoléon III fait édifier le camp de Châlons qui s'étend sur 10 000 hectares à Mourmelon dans la Marne.
La vocation du nouveau site est énoncée par l'Empereur via l'ordre du jour du 1er septembre 1857: « Ce Camp ne sera donc pas un vain spectacle offert à la curiosité publique, mais une école grave que nous saurons rendre profitable par des travaux soutenus, et dont les résultats seraient évidents si jamais la patrie avait besoin de vous ».
Utilisé à l'origine comme simple camp de manœuvres, le camp de Châlons devient par la suite un lieu de parades, revues et célébrations destinées à mettre en valeur l'armée française auprès du public civil; d'autant plus que ce camp reçoit la fréquente visite de la famille impériale et de dignités étrangères.

## Équipement

### Uniforme
L'uniforme de l'armée française sous le Second Empire a servi d'inspiration, entre autres, aux deux armées américaines qui se sont opposées durant la guerre de Sécession. Les éléments distinctifs sont notamment le képi, la redingote, le manteau, les chevrons et les épaulettes indiquant le grade. Ils ont été copiés pour l'uniforme des officiers de l'Union (en bleu) et de la Confédération (en gris), mais également dans la plupart des pays d'Amérique latine, de nombreux pays d'Europe (Belgique, Suisse, Danemark…) et le Japon à la même époque.
Le nom et l'uniforme du zouave, unité d'infanterie légère française créée par le maréchal Clauzel durant la conquête de l'Algérie sous la monarchie de Juillet, sont également repris en Amérique du Nord et du Sud durant le Second Empire. Cet uniforme exotique de style oriental qui s'est rendu célèbre durant la guerre de Crimée, comme l'atteste le Zouave du pont de l'Alma de Georges Diebolt, est également repris en Europe avec le bataillon des zouaves pontificaux créé par le général de Lamoricière à la demande des États de l'Église en 1861.

Galerie
Uniformes du Bataillon des Tirailleurs de la Brigade étrangère, et de la Compagnie de Chasseurs du Régiment étranger.
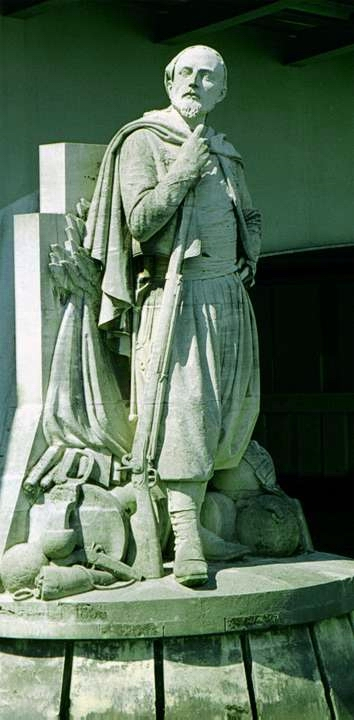
Le Zouave du pont de l'Alma (1856) de Georges Diebolt immortalise la Bataille de l'Alma (1854).
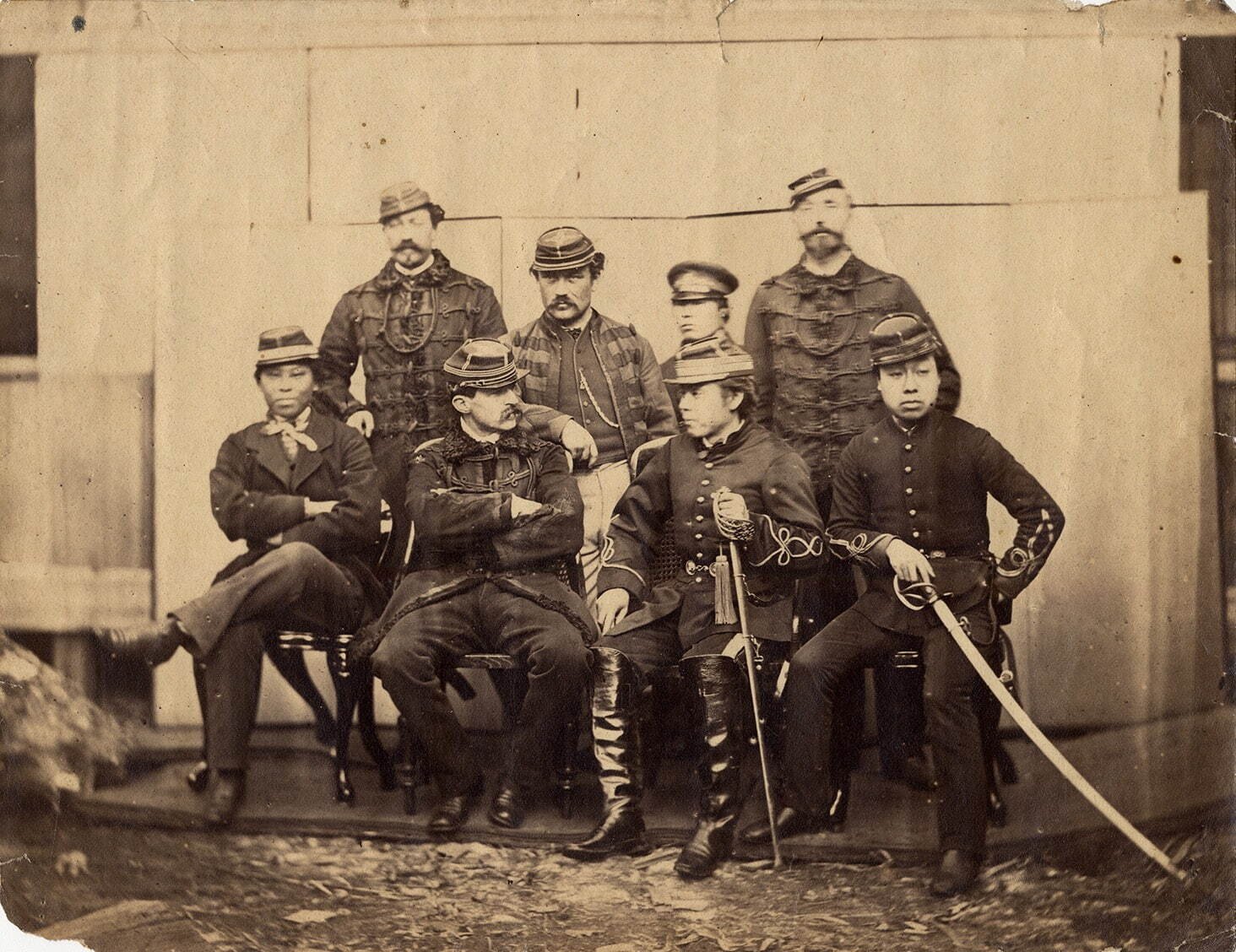
Le capitaine Jules Brunet et l'état-major franco-japonais de la république d'Ezo à Hokkaido durant la guerre du Boshin (1869).
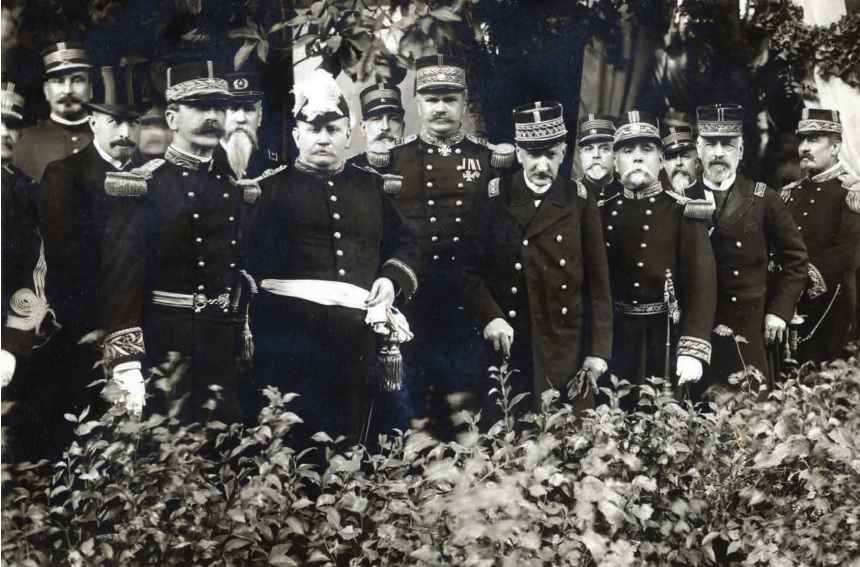
Généraux de l'armée chilienne dans leurs uniformes d'officier imitant ceux de l'armée française (1896).

### Armement règlementaire
Armes de poing
- Révolver Lefaucheux modèle 1858
- Révolver LeMat

Armes d'épaule
- Fusil Minié
- Fusil à tabatière
- Fusil Chassepot modèle 1866

Canons et obusiers
- Canon obusier de 12 / Canon de 12 La Hitte (conversion en canon rayé)
- Canon de campagne de 4 rayé modèle 1858
- Canon de montagne de 4 rayé modèle 1859
- Canon de 12 La Hitte modèle 1859
- Canon de 24 modèle 1867